# Sasu Salin
Sasu Antreas Salin (Helsínquia, 11 de junho de 1991) é um basquetebolista profissional finlandês que atualmente joga no Unicaja Malaga. O atleta possui 1,90m e pesa 86 kg, atuando na posição armador.

## Ligações Externas
- Sasu Salin no X